# Storenomorpha reinholdae
Storenomorpha reinholdae är en spindelart som beskrevs av Rudy Jocqué och Robert Bosmans 1989. Storenomorpha reinholdae ingår i släktet Storenomorpha och familjen Zodariidae.
Artens utbredningsområde är Thailand. Inga underarter finns listade i Catalogue of Life.